# Bombardeio de Roterdã
O Bombardeio de Roterdã (português brasileiro) ou Bombardeamento de Roterdão (português europeu) foi um bombardeio brutal e devastador ocorrido na Holanda em 1940 na cidade de Roterdã durante a Batalha dos Países Baixos, uma das batalhas ocorridas durante a Segunda Guerra Mundial.

## História

### Antecendentes
Após a invasão da Polônia e a anexação da Áustria, Adolf Hitler lançou a operação Fall Gelb, cujo propósito era uma rápida invasão da Bélgica, França, Luxemburgo e Países Baixos. Em 1939, o Governo do último país citado resolveu modernizar suas Forças Armadas após anos de negligência. Também manteve sua política de absoluta neutralidade, assim como fez na Primeira Guerra Mundial, esperando que ela fosse mais uma vez respeitada. Em 10 de maio de 1940, a Wehrmacht, com o apoio aéreo da Luftwaffe, invadiram os Países Baixos desrepeitando sua política de neutralidade. Com a resistência do Exército dos Países Baixos e o braço aéreo das forças armadas do país o plano inicial de uma rápida invasão dos Países Baixos falhou. Os comandantes da Luftwaffe, Hermann Göring e o general Kurt Student ordenaram então bombardear Roterdã, para forçar a rendição da cidade e do país.

### O ultimato
Em 14 de maio às 10h30, um capitão alemão cruzou a ponte Willemsbrug para entregar um ultimato do General Schmidt (comandante do XXXIX. Armeekorps) ao Coronel Pieter Scharroo , comandante holandês em Roterdã, exigindo a capitulação da cidade e declarando que, se uma resposta positiva não fosse recebida em duas horas, "o meio mais severo de aniquilação" seria empregado. No entanto, Scharroo não se sentindo disposto a se render, pediu instruções ao General Winkelman, este, sabendo que o documento não havia sido assinado, não continha o nome do remetente, instruiu Scharroo a informar isto aos alemães e pedir um novo ultimato.
Às 12h15, um oficial holandês, Capitão Bakker, entregou este pedido ao general Dietrich von Choltitz, comandante do 16º Regimento Aerotransportado. Ao retornar de Von Choltitz, Schmidt já havia enviado uma mensagem de rádio pedindo que o bombardeio fosse adiado porque as negociações sobre um cessar-fogo haviam começado. Em seguida, o enviado holandês recebeu um segundo ultimato, agora assinado por Schmidt e com novo prazo de validade para as 16h20.

### O ataque
Originalmente planejado para dia 13 de maio de 1940, o bombardeio foi adiado para o dia seguinte, devido ao mau tempo. Na manhã do dia 14 de maio o general da Wehrmacht Rudolf Schmidt e o então prefeito da cidade de Roterdã Pieter Oud iniciaram negociações sobre um cessar-fogo. Porém, no mesmo dia, cerca de noventa aviões da Luftwaffe sobrevoaram e bombardearam a cidade, forçando sua rendição. O ataque resultou em danos materiais e na perda de centenas de vidas humanas. O Exército dos Países Baixos capitulou no dia seguinte, após o general desse Exército ter assinado a capitulação.

### Consequências
O bombardeio devastou o centro histórico de Roterdã, matou cerca de 900 pessoas e deixou quase 80.000 desabrigadas.
A rainha Guilhermina exilou-se com sua família e membros do governo dos Países Baixos no Reino Unido. Civis, militares e funcionários do Exército dos Países Baixos também deslocaram-se para este país, levando consigo navios e aviões. Lá, os membros da Forças Armadas dos Países Baixos fundaram em agosto de 1940 a Royal Dutch Naval Air Service e lutaram ao lado da Força Aérea Real contra o inimigo mútuo na Batalha da Grã-Bretanha.
Após o ataque, o Governo dos Países Baixos capitulou e os invasores alemães ocuparam o país de 1940 até 1945, ano em que os Países Baixos foram libertados pelos aliados.